# Ansu Sesay
Ansu Martin Sesay, né le 29 juillet 1976 à Greensboro en Caroline du Nord, est un joueur américain de basket-ball.

## Biographie
Sesay évolue au lycée « Willowridge » à Houston, Texas ; il mène l'équipe à son premier titre de champion de l'État. Il intègre ensuite les Ole Miss Rebels de l'université du Mississippi en 1998. Il marque 13 points de moyenne par match à 42 % de réussite aux tirs.
Sesay est sélectionné au 30e rang par les Mavericks de Dallas lors de la draft 1998. Il est transféré aux Pistons de Détroit avec Dana Barros contre Loy Vaught en 2000, et signe ensuite pour une brève période avec les Clippers de Los Angeles en 2001, mais ne joue jamais en NBA pour aucune de ces équipes. Il intègre les effectifs des SuperSonics de Seattle (2001-04) et des Warriors de Golden State (2004-2005). Il joue au total 127 matches de saison régulière en NBA avec des moyennes de 10,2 points par match, 3,2 passes décisives et 1,8 rebond. Il dispute également quatre rencontres de playoffs pour les Sonics.
Il évolue dans plusieurs équipes italiennes : Montepaschi Siena (il est sous contrat pour 1 jour en 2001, ne jouant pas un match), Sedima Roseto (janvier-juin 2005), Eldo Napoli (2005-2007). Au début de la saison 2007-2008, il joue en LegA pour l'équipe d'Armani Jeans Milano.
Ansu Sesay joue également dans la Philippine Basketball Association pour l'équipe Sta. Lucia Realtors.

## Palmarès
- NBA D-League MVP (2002)
- Vainqueur de la coupe d'Allemagne (2009)
- Vainqueur de la coupe d'Italie (2006)
- Consensus second-team All-American (1998)
- Joueur de l'année de la conférence SEC (1998)
- 2× First-team All-SEC (1997–1998)